# Malden (Missouri)
Malden è un comune degli Stati Uniti d'America, situato nello Stato del Missouri, nella contea di Dunklin.